# Вольська Надія Василівна
Наді́я Васи́лівна Во́льська (7 березня 1871 — після 1930) — українська піаністка, викладач і концертмейстер Музично-драматичної школи Миколи Лисенка.

## Життєпис
Народилась 7 березня 1871 року.
Навчалась у Відні у Теодора Лешетицького.
1911—1918 — викладач і концертмейстер Музично-драматичної школи Миколи Лисенка.
У 1913—1915 брала участь у традиційних концертах пам'яті Миколи Лисенка, зокрема у клубі «Родина» виступала разом з викладачкою школи В. Астаф'євою та учнями.
Від 1918 — викладач практики фортепіанної гри, акомпанементу в Музично-драматичному інституті імені М. Лисенка.
В 1921—1930 роках працювала в Києві за адресою: вул. Хрещатик, 52.